# الهولوكوست في دولة كرواتيا المستقلة
الهولوكوست في دولة كرواتيا المستقلة هو مصطلح يستخدم بشكل رئيسي للإشارة إلى إبادة اليهود، لكنه أحيانا يستخدم أيضًا للإشارة إلى إبادة الصرب (اضطهاد الصرب في دولة كرواتيا المستقلة) وإبادة الغجر الروم، في دولة كرواتيا المستقلة (بالكرواتية الصربية: Nezavisna Država Hrvatska, NDH)، التي كانت دولة دمية فاشية أثناء الحرب العالمية الثانية، وكان على رأسها نظام الأوستاشا، وحكمت جزءًا محتلا من يوغوسلافيا، والذي يشمل معظم المنطقة التي تتضمن كرواتيا المعاصرة، وكامل المنطقة التي تتضمن البوسنة والهرسك المعاصرة والجزء الشرقي من سيرميا (صربيا). من بين 39,000 يهودي عاشوا في دولة كرواتيا المستقلة في عام 1941، فإن متحف ذكرى الهولوكوست بالولايات المتحدة يذكر ان أكثر من 30,000 قد قتلوا. وقد أرسل منهم 6,200 إلى ألمانيا النازية، وقتل باقيهم في دولة كرواتيا المستقلة، وكانت الأغلبية العظمة قد قتلت في معسكرات الاعتقال التي تديرها الأوستاشا، مثل معسكر جاسينوفاك. كانت الأوستاشا القوات الكفيشلينغ الوحيدة في أوروبا التي تدير معسكرات القتل الخاصة بها بغرض قتل اليهود وأفراد من الجماعات الإثنية الأخرى.
من بين الأقلية اليهودية التي نجحت في الإفلات بحياتها، والبالغ عددهم 9,000 فرد، فإن 50% منهم نجوا بالانضمام إلى جيش التحرير الوطني اليوغوسلافي أو بالهرب من المنطقة التي يتحكم فيها الجيش. وعلى عكس الجيش الوطني البولندي وغيرهم من المجموعات المقاومة التي لم تتقبل اليهود، فإن جيش التحرير الوطني اليوغوسلافي قد رحب بهم، ومنح 10 من اليهود اليوغوسلافيين لقب الأبطال القوميين، وهو أكبر مكافئة في الحرب العالمية الثانية، وكان من بينهم يهود كرواتيون. اشترك المدنيون الكرواتيون أيضًا في إنقاذ اليهود خلال تلك الفترة. واعتبارًا من عام 2020، اعتبر 120 كرواتيًا من الصالحين بين الأمم.

## خلفية

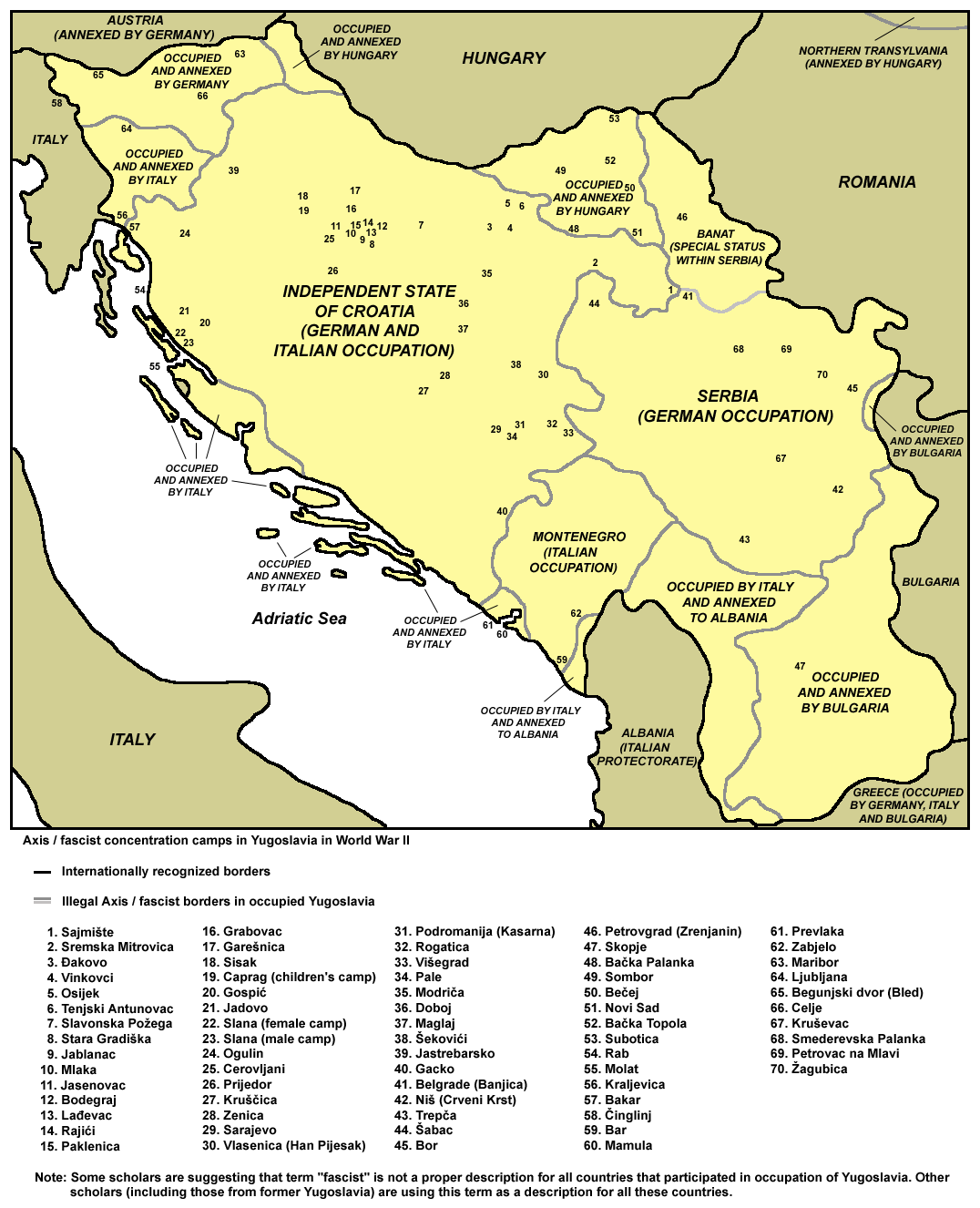
معسكرات الاعتقال في دولة كرواتيا المستقلة موضحة على خريطة لجميع المعسكرات في يوغوسلافيا أثناء الحرب العالمية الثانية.

في مارس 1941، وقع الأمير بول اليوغوسلافي الاتفاق الثلاثي، متحالفًا مع مملكة يوغوسلافيا وقوى المحور. وقد أطيح بالأمير بول، وتولت حكومة مناهضة لألمانيا بقيادة بيتر الثاني ودوشان سيموفيتش مقاليد الحكم. سحبت الحكومة الجديدة دعمها للمحور، لكنها لم تتنصل من الاتفاق الثلاثي. ورغم ذلك، فإن قوى المحور، بقيادة ألمانيا النازية، غزت اجتاحت يوغوسلافي في أبريل 1941.
أُعلن عن قيام دولة كرواتيا المستقلة من قبل الأوستاشا –وهي منظمة كرواتية فاشية عنصرية عصبية قومية وإرهابية– في 10 أبريل من عام 1941. وقد عاش ما يقرب من 40,000 يهودي في الدولة الجديدة، وقدر لـ 9,000 منهم النجاة من الحرب في النهاية. في منطقة يوغوسلافيا، كانت الأوستاشا السلطة الكفشيلنغ المحلية الوحيدة التي نفذت قوانينها العرقية الخاصة وشنت مذابح جماعية لليهود في معسكراتها الخاصة. وفي صربيا وأماكن أخرى من يوغوسلافيا المحتلة، جرت عمليات القتل بشكل كامل من قبل النازيين. وفقًا لجوزو توماسفيتش، فمن بين 115 منظمة يهودية دينية في يوغوسلافيا كانت موجودة في عام 1940، فإن واحدة فقط في زغرب نجت من الحرب. في زغرب، عاش ما يقرب من 11,500 يهودي، نجا منهم 3,000 من الحرب. يرى المؤرغ إيفو غولدتشاين أن 78% من المجتمع اليهودي بزغرب قد قتلوا في دولة كرواتيا المستقلة، لكون تدمير الأوستاشا كنيس زغرب «أجلى إفصاح عن خطط الأوستاشا لمحو يهود زغرب بالكامل». وفي أثناء القضاء على كل المنظمات اليهودية الأخرى، أجبرت الأوستاشا المجتمع اليهودي في زغرب على دفع ثمن نقل اليهود في معسكرات الأوستاشا وإطعامهم، بينما كانوا يسرقون الكثير من تلك الإعانات.
ومن الحالات الخاصة كان المجتمع اليهودي السافردي في البوسنة، الذين فروا إلى محاكم التفتيش الإسبانية في عام 1492، واستقروا بعدها في البوسنة تحت حكم الإمبراطورية العثمانية، فنجوا وازدهروا قرابة 400 عام تحت حكم الأتراك وهنغاريا النمساوية ومملكة يوغوسلافية، إلى أن أبيدت الأغلبية العظمة منهم من قبل الأوستاشا والنازيين في دولة كرواتيا المستقلة. أبادت الأوستاشا والنازيون اليهود في صربيا أيضًا، وذلك في شرقي سيميريا الملحقة. ومن ثم فإن جميع الـ 450 يهودي تقريبًا في مدينة روما (Ruma) قد قتلوا في معسكري الاعتقال جاسينوفاك الأوستاشي وسايمشته النازي، وصادرت دولة كرواتيا المستقلة كامل ممتلكاتهم.
وبالفعل فقبل الحرب أقامت الأوستاشا علاقات وثيقة مع إيطاليا الفاشية وألمانيا النازية. وفي عام 1933، قدمت الأوستاشا «المبادئ السبعة عشر»، التي أعلنت عن تفرد الأمة الكرواتية، وعززت الحقوق الجماعية على الحقوق الفردية، وأعلنت أن الناس الذين ليسوا كرواتيين بالعرق والدم سيستثنون من الحياة السياسية. وفي عام 1936، كتب الزعيم الأوستاشي، أنتي بافيليتش، في «المسألة الكرواتية»:
«في يومنا هذا، أصبح كامل الاقتصاد والتجارة بأكملها تقريبًا في أيدي اليهود. لم يكن لذلك أن يصبح ممكنًا لولا دعم الدولة، التي تسعى بهذه الطريقة إلى أن تقوي اليهود الموالين لصربيا من ناحية، ومن ناحية أخرى تسعى إلى أن تضعف القوة القومية الكرواتية. لقد احتفل اليهود بتأسيس ما يسمى الدولة اليوغوسلافية بفرحة عارمة، لأن قيام دولة كرواتية قومية لن يكون أبدًا ذا فائدة لهم كقيام دولة يوغوسلافية متعددة القوميات؛ ففي الفوضى القومية تكمن قوة اليهود... والحقيقة أن يوغوسلافيا، وكما توقع اليهود، قد أصبحت نتيجة لفساد الحياة الرسمية في صربيا إلدوارو حقيقيًا لليهود... والصحافة في كرواتيا هي الأخرى بأكملها في أيد ماسونية يهودية...».